# لا یونیون
لا یونیون، پرو (به لاتین: La Union) یک استان‌های فیلیپین در فیلیپین است که در Ilocos Region واقع شده‌است.

## خصوصیات
لا یونیون ۱٬۴۹۷٫۷۰ کیلومترمربع مساحت و ۷۴۱٬۹۰۶ نفر جمعیت دارد.